# Amstel Gold Race 1996
La 31e édition de la course cycliste, l'Amstel Gold Race a eu lieu le 27 avril 1996 et a été remportée par l'Italien Stefano Zanini.

## Classement final
| Pos. | Coureur               | Pays      | Équipe             | Temps           |
| ---- | --------------------- | --------- | ------------------ | --------------- |
| 1    | Stefano Zanini        | Italie    | Gewiss-Playbus     | 5 h 55 min 36 s |
| 2    | Mauro Bettin          | Italie    | Refin-Mobivetta    | + 22 s          |
| 3    | Johan Museeuw         | Belgique  | Mapei-GB           | + 22 s          |
| 4    | Alexander Gontchenkov | Russie    | Roslotto-ZG Mobili | + 22 s          |
| 5    | Fabiano Fontanelli    | Italie    | MG Maglificio      | + 22 s          |
| 6    | Andreï Tchmil         | Belgique  | Lotto              | + 22 s          |
| 7    | Emmanuel Magnien      | France    | Festina            | + 22 s          |
| 8    | Gianluca Bortolami    | Italie    | Mapei-GB           | + 22 s          |
| 9    | Jens Heppner          | Allemagne | Deutsche Telekom   | + 22 s          |
| 10   | Beat Zberg            | Suisse    | Carrera Jeans      | + 22 s          |